# L'anima del filosofo
L'anima del filosofo, ossia Orfeo ed Euridice è un'opera lirica in quattro atti di Franz Joseph Haydn scritta nel 1791 su libretto di Carlo Francesco Badini. Fu rappresentata postuma al Teatro della Pergola di Firenze il 9 giugno 1951.

## Storia
L'opera fu pagata in anticipo ad Haydn, per sua fortuna, da parte dell'impresario John Gallini per convincerlo a trasferirsi a Londra per comporre opere per un nuovo teatro, il ricostruito King's Theatre, sostenuto come mecenate, dal Principe di Galles del momento, futuro Giorgio IV.

Per comporre l'opera gli fu dato un libretto di Carlo Francesco Badini dal titolo L'anima del filosofo. L'opera era una riscrittura del mito di Orfeo, con enormi differenze testuali e musicali rispetto all'opera di Gluck (Orfeo ed Euridice, Vienna 1762), che Haydn ben conosceva avendola diretta più volte. 

La prima fu programmata il 31 maggio 1791, ma a causa di contrasti tra re Giorgio III e il Principe di Galles venne sospesa.
La prima rappresentazione venne data solo nel 1951, sotto la direzione di Erich Kleiber, con Maria Callas nel ruolo di Euridice, il tenore Thyge Thygesen in quello di Orfeo ed il basso Boris Christoff in quello di Creonte. 
Non va dimenticata la versione messa in scena al famoso Theater an der Wien (Vienna) cantato da Joan Sutherland e Nicolai Gedda, diretta Richard Bonynge durante gli anni '60. 
Della coppia Sutherland-Gedda con Bonynge esiste anche una incisione dalla prima nel Regno Unito al Festival di Edimburgo del 1967.
Il fragile libretto  è curiosa rivisitazione del soggetto di Orfeo ed Euridice che poco ha a che vedere col mito originario e nulla con la versione neoclassica di Calzabigi per Gluck. Badini introdusse i personaggi di Creonte e Arideo e i critici si pongono forti interrogativi sul significato del titolo che fa riferimento al filosofo, in special modo legato alla storia personale di Badini che fra l'altro tradusse in italiano Blaise Pascal. Alcuni ipotizzano la presenza di un quinto atto andato perduto, dove si ipotizza il rovesciamento dei termini nella conclusione dell'opera.
Musicalmente l'opera è ricca di magnifiche arie di bravura e cori di eccellente fattura e appartiene in tutto alla tradizione dell'opera seria arricchita, rispetto alle opere precedenti di Haydn, dal denso stile orchestrale dell'ultima fase compositiva del musicista. 

Haydn in quest'opera ha messo in evidenza e concertato ottimi ensemble fra i protagonisti, con duetti e cori a quattro voci, che preludono la sua maestria nello scrivere pezzi a più voci di musica sacra.

L'aria più toccante dell'opera è considerata Del mio core cantata da Euridice in punto di morte.

## Discografia
| Anno | Cast (Orfeo, Euridice, Creonte, Genio)                                    | Direttore           | Etichetta      |
| ---- | ------------------------------------------------------------------------- | ------------------- | -------------- |
| 1951 | Herbert Handt, Judith Hellwig, Alfred Poell, Hedda Heusser                | Hans Swarowsky      | Music Arts     |
| 1967 | Nicolai Gedda, Joan Sutherland, Spiro Malas, Mary O'Brien                 | Richard Bonynge     | Mýto           |
| 1990 | Christoph Prégardien, Marilyn Schmiege, Gotthold Schwarz, Claron McFadden | Michael Schneider   | Harmonia Mundi |
| 1993 | Robert Swensen, Helen Donath, Thomas Quasthoff, Sylvia Greenberg          | Leopold Hager       | Orfeo          |
| 1996 | Uwe Heilmann, Cecilia Bartoli, Ildebrando D'Arcangelo, Cecilia Bartoli    | Christopher Hogwood | L'Oiseau-Lyre  |
| 2017 | Andrew Goodwin, Elena Xanthoudakis, Derek Welton, Craig Everingham        | Anthony Walker      | Pinchut Live   |